# Баралети
Баралети (груз. ბარალეთი, арм. Բարալեթ) — село в Грузии, на территории Ахалкалакского муниципалитета края (мхаре) Самцхе-Джавахети.

## География
Село находится в южной части Грузии, на берегах реки Баралетисцкали, на расстоянии приблизительно 14 километров (по прямой) к северу от города Ахалкалаки, административного центра муниципалитета. Абсолютная высота — 1697 метров над уровнем моря.

## Население
По результатам официальной переписи населения 2014 года, в Баралети проживало 770 человек (371 мужчина и 399 женщин). В национальной структуре населения армяне составляли 76,6 %, грузины — 23,1 %, русские — 0,3 %.
| Год  | Население, человек |
| ---- | ------------------ |
| 2002 | 969                |
| 2014 | ↘ 770              |